# エロ漫画小説板
エロ漫画小説板は、PINKちゃんねるに設置されている掲示板のカテゴリーの1つ。正式名称は「エロ漫画小説＠bbspink掲示板」。

## 概要
この掲示板では、成人向け漫画や官能小説、およびそれらを書く漫画家・小説家が主なテーマである。
この板のスレッドの一つとして、「エロマンガ大賞」があり、2001年から、前年に発売されたエロ漫画を対象に、毎年行われている。意義としては、売上によるランキングとは異なった、ユーザーによる投票、評価によってランキングを作ろうということで始まった。コミックス販売時の帯で「某巨大掲示板エロ漫画大賞1位」などと販促に使用されることもある。

## 歴史
- 2002年1月29日 - エロパロ板から隔離新設される(www2.bbspink.com)[4]
- 2004年4月13日 - サーバ移転(pie.bbspink.com)[5]
- 2008年1月28日 - サーバ移転(set.bbspink.com)[6]
- 2011年2月23日 - サーバ移転(pele.bbspink.com)[7]

## ローカルルール
概ねPINKちゃんねるの一般的なルールを具体化するための補足であるが、それに加えて「質問スレッド「総合雑談スレッド」への誘導と、スレッドタイトルについて装飾の多いものなど検索しづらいもの・メニューを見にくくするものは避けるよう促す注意がある。